# Laura Tesoro
Laura Tesoro, född 19 augusti 1996, är en belgisk (flamländsk) sångerska.

## Eurovision
Den 17 januari 2016 deltog Laura Tesoro i Eurosong 2016 med låten "What's the Pressure". Hon vann finalen som bestod av totalt fem tävlande bidrag efter att hennes låt fick både flest telefonröster och högst antal poäng av juryn.
Laura Tesoro representerade Belgien i Eurovision Song Contest 2016 i Stockholm med sin låt. Hon framförde bidraget i den andra semifinalen i Globen den 12 maj 2016..

## Diskografi

### Singlar
- 2014 - "Outta Here"
- 2015 - "Funky Love"
- 2016 - "What's the Pressure"
- 2017 - "Higher"
- 2017 - "Beast"